# Трингов, Георгий
Георгий Петров Трингов (болг. Георги Петров Трингов; 7 марта 1937, Пловдив — 3 июля 2000, там же) — болгарский шахматист, гроссмейстер (1963).
Лучшие результаты в чемпионатах Болгарии: 1953 и 1955 — 3-4-е; 1962 — 2-е; 1963 и 1981 — 1-е места. В составе команды Болгарии участник 11 олимпиад (1956—1982), в том числе на 18-й (1968) — 1-е место на 2-й доске — 11 очков из 14; на 23-й (1978) — 1-е место на 3-й доске — 8½ из 11. 
Победитель зонального турнира ФИДЕ в Кечкемете (1964). Лучшие результаты в других международных соревнованиях: Марианске-Лазне (1962) — 2-3-е; Бюзум (1968) — 2-е; Сараево (1970) — 3-4-е; Варна (1970) и Гавана (1971) — 3-е; Вршац (1973) — 1-2-е; Бирмингем и Крагуевац (1974), Пловдив (1975) и Врбас (1976) — 2-е: Пловдив (1977 и 1981) — 1-е; Белград (1979) — 3-4-е; Ниш (1979), Сомбор (1980) и Врнячка-Баня (1982) — 3-е; Смедерево (1981) — 1-2-е; Крагуевац (1984 и 1985) — 3-4-е; Прага (1984) — 1-5-е; Варна (1985) — 5-6-е; Асеновград (1986) — 1-3-е; Нови-Сад (1986) — 4-5-е; Пула (1987) — 3-5-е места (470 участников).
В 2001 году создан турнир его имени.

## Изменения рейтинга
| Графики недоступны из-за технических проблем. См. информацию на Фабрикаторе и на mediawiki.org. |